# Universo observável
O universo observável é uma região em forma esférica do Universo que compreende toda a matéria que pode ser observada da Terra ou de seus telescópios espaciais e sondas exploratórias na atualidade, porque a radiação eletromagnética desses objetos teve tempo de chegar ao Sistema Solar e à Terra desde o início da expansão cosmológica. Pode haver 2 trilhões de galáxias no universo observável, embora esse número tenha sido estimado recentemente em apenas várias centenas de bilhões com base em novos dados da New Horizons. Supondo que o universo seja isotrópico, a distância até a borda do universo observável é aproximadamente a mesma em todas as direções. Ou seja, o universo observável possui um volume esférico (uma bola) centrado no observador. Cada local no universo tem seu próprio universo observável, que pode ou não se sobrepor ao que está centrado na Terra.
A palavra "observável" neste sentido não se refere à capacidade da tecnologia moderna de detectar luz ou outras informações de um objeto, ou se há algo a ser detectado. Refere-se ao limite físico criado pela própria velocidade da luz. Nenhum sinal pode viajar mais rápido do que a luz, portanto, há uma distância máxima (chamada de horizonte de partículas) além da qual nada pode ser detectado, pois os sinais ainda não poderiam ter nos alcançado. Às vezes, os astrofísicos distinguem entre o universo visível, que inclui apenas os sinais emitidos desde a recombinação (quando os átomos de hidrogênio foram formados a partir de prótons, elétrons e fótons foram emitidos)—e o universo observável, que inclui sinais desde o início da expansão cosmológica (o Big Bang na cosmologia física tradicional, o fim da época inflacionária na cosmologia moderna).
De acordo com os cálculos, a distância comóvel atual—a distância que leva em consideração que o universo se expandiu desde que a luz foi emitida—para as partículas das quais a radiação cósmica de fundo em micro-ondas (CMBR) foi emitida, que representa o raio do universo visível, é de cerca de 14,0 bilhões de parsecs (cerca de 45,7 bilhões de anos-luz), enquanto a distância móvel até a borda do universo observável é de cerca de 14,3 bilhões de parsecs (cerca de 46,6 bilhões de anos-luz), cerca de 2% maior. O raio do universo observável é, portanto, estimado em cerca de 46,5 bilhões de anos-luz e seu diâmetro em cerca de 28,5 gigaparsecs (ou 93 bilhões de anos-luz, ou 8,8 × 1026 metros). Usando a densidade crítica e o diâmetro do universo observável, a massa total da matéria comum no universo pode ser calculada em cerca de 1,5 × 1053 kg. Em novembro de 2018, astrônomos relataram que a luz de fundo extragaláctica (LFE) totalizou 4 × 1084 fótons.
À medida que a expansão do universo está se acelerando, todos os objetos atualmente observáveis, fora de nosso superaglomerado local, eventualmente parecerão congelar no tempo, enquanto emitem luz progressivamente mais vermelha e mais fraca. Por exemplo, objetos com o desvio para o vermelho z atual de 5 para 10 permanecerão observáveis por não mais do que 4-6 bilhões de anos. Além disso, a luz emitida por objetos atualmente situados além de uma certa distância móvel (atualmente cerca de 19 bilhões de parsecs) nunca alcançará a Terra.

## Universo e o universo observável

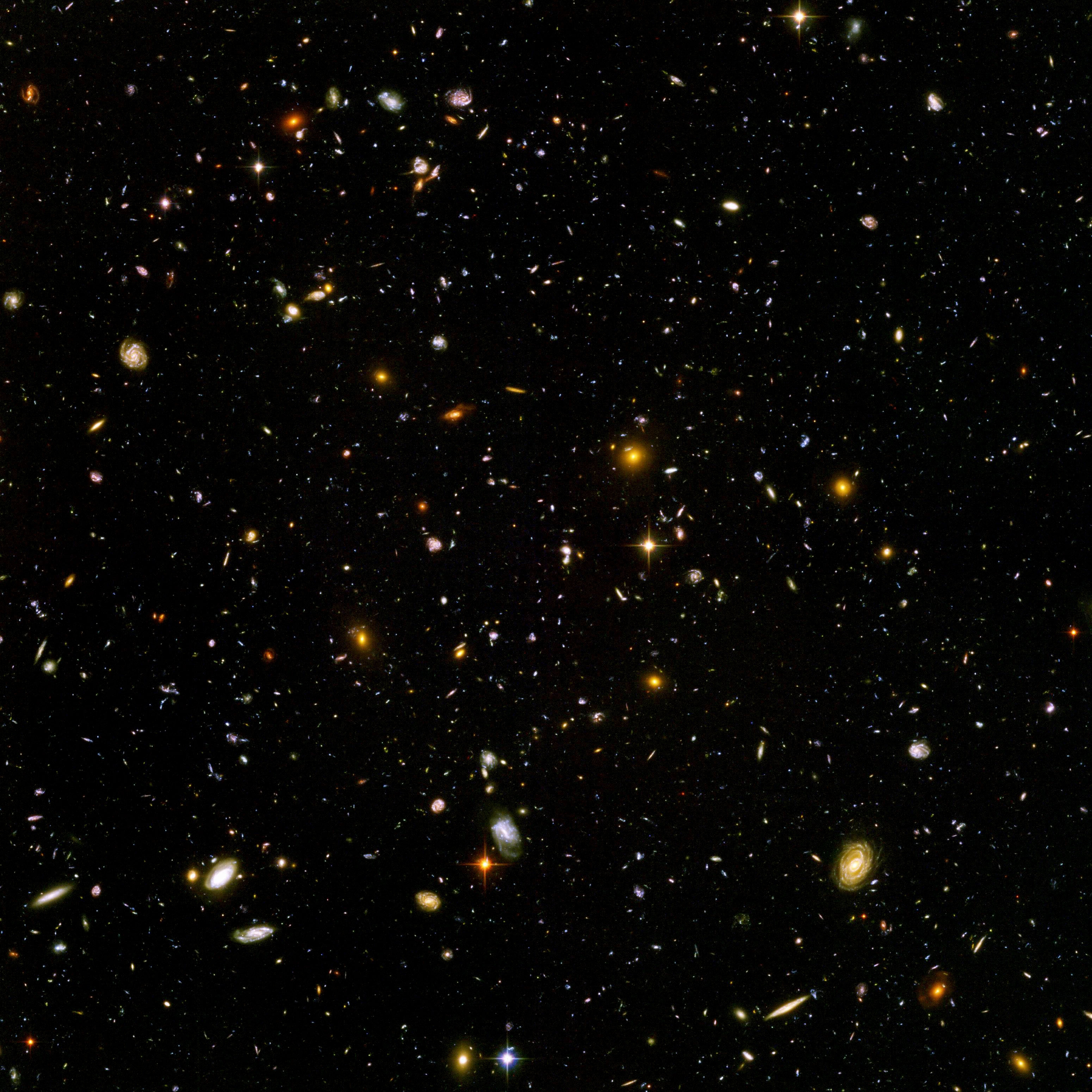
Imagem do Hubble Ultra Deep Field de uma pequena região do universo observável, perto da constelação Fornax.

Artigos populares e profissionais sobre Cosmologia empregam o termo "universo" no sentido de "universo observável". Isso pode ser justificado pelo fato de que não se pode conhecer algo por experimentação direta sobre qualquer parte do universo que seja desconectada de causalidade de nós, apesar de diversas teorias, como a Inflação cósmica, requererem um universo muito maior que o universo observável. Não existem evidências que sugiram que a fronteira do universo observável corresponda exatamente à fronteira física do universo (se tal fronteira existe); isso seria extremamente improvável, pois implicaria que a Terra esteja exatamente no centro do universo, em violação do Princípio cosmológico.[carece de fontes?]
Outra possibilidade é que o universo seja menor do que o universo observável. Neste caso, o que tomamos por galáxias extremamente distantes podem ser imagens duplicadas de galáxias mais próximas, formadas por luz que circum-navegou o universo. É difícil de testar essa hipótese experimentalmente, porque imagens diferentes de uma galáxia mostrariam diferentes períodos da sua história, e consequentemente poderia ter uma aparência bem diferente. Um artigo de 2004 alega ter estabelecido um limite mínimo de 24 gigaparsecs (78 bilhões de anos-luz) para o diâmetro do universo, tornando-o, no máximo, somente um pouco menor que o universo observável. Esse valor baseia-se em análises de dados do WMAP.[carece de fontes?]

## Teia cósmica
O termo teia cósmica é usado para descrever a maneira pela qual as galáxias se distribuem no universo observável. Vistas de longe, elas estruturam-se em linhas que se cruzam e se conectam, denominadas filamentos, formando uma estrutura tridimensional semelhante a uma teia de aranha. Esses filamentos são constituídos em grande parte por matéria escura, uma forma exótica de matéria que exerce atração gravitacional, mas que não emite luz.

## Tamanho
A distância comóvel da Terra ao limite do universo visível (também chamada horizonte cósmico da luz) é de cerca de 14 bilhões de parsecs (46 bilhões de anos-luz) em qualquer direção. Isso define um limite inferior do raio comóvel do universo observável, apesar de que, como notado na introdução, espera-se que o universo visível seja um pouco inferior ao universo observável, pois pode-se ver somente a luz da radiação cósmica de fundo que foi emitida após o período de recombinação. O universo visível é, assim, uma esfera com um diâmetro de cerca de 28 bilhões de parsecs (cerca de 92 bilhões de anos-luz, ou 920 sextilhões de km). Como se pode considerar o espaço como sendo plano, isso corresponde a um volume comóvel de cerca de
{\displaystyle {\frac {4}{3}}\times \pi \times \mathrm {R} ^{3}=4\times 10^{32}{\text{ ly}}^{3}}
ou, aproximadamente, 3×1080 metros cúbicos.
Os números acima indicam distâncias agora (em tempo cosmológico), não distâncias no momento em que a luz foi emitida. Por exemplo, a radiação cósmica de fundo que pode ser vista agora foi emitida na época da recombinação, 379 000 anos depois do Big Bang, que ocorreu em torno de 13,7 bilhões de anos atrás. Essa radiação foi emitida por matéria que, entretanto, em sua maior parte se condensou em galáxias cujas distâncias da Terra são calculadas como sendo de 46 bilhões de anos-luz. Para se estimar a distância àquela matéria quando a luz foi emitida, necessita-se de um modelo matemático da expansão, e o fator de escala, a(t), calculado para o tempo selecionado desde o Big Bang, t. Para o Modelo Lambda-CDM, usando-se dados do satélite WMAP, tal cálculo leva a uma transformação do fator de escala de aproximadamente 1292. Isso significa que o universo se expandiu de 1292 vezes o tamanho que ele tinha quando os fótons da radiação cósmica de fundo foram liberados. Assim, a matéria mais distante que pode ser observada hoje, distante de 46 bilhões de anos-luz, estava a somente 36 milhões de anos-luz da matéria que, eventualmente, se tornaria a Terra quando as micro-ondas que recebemos agora foram emitidas.[carece de fontes?]

### Erros
Várias fontes secundárias indicam uma grande variedade de ideias incorretas para o tamanho do universo visível. Algumas delas são listadas abaixo.
- 13,7 bilhões de anos-luz. A idade do universo é de cerca de 13,7 bilhões de anos. Como se sabe que nada se move mais rápido do que a luz, é um erro comum admitir que o raio do universo observável tenha de ser, por isso, de 13,7 bilhões de anos-luz. Esse raciocínio faz sentido somente se o universo fosse o espaço-tempo plano da relatividade especial; no universo real, o espaço-tempo é curvo em escalas cosmológicas, o que significa que o espaço tridimensional está se expandindo, como posto em evidência pela Lei de Hubble. Distâncias obtidas como resultado da multiplicação da velocidade da luz pelo intervalo de tempo cosmológico não têm significado físico direto.[24]
- 15,8 bilhões de anos-luz. Isso é obtido da mesma maneira que os 13,7 bilhões de anos-luz, mas começando de uma idade incorreta do universo que foi indicada na imprensa popular no meio de 2006.[25][26][27][28]
- 27 bilhões de anos-luz. Esse é o diâmetro obtido do raio (incorreto) de 13,7 bilhões de anos-luz.
- 78 bilhões de anos-luz. Esta é o limite mínimo para o tamanho de todo o universo, baseado na distância atual estimada entre pontos que podemos ver a lados opostos da radiação cósmica de fundo; logo, representa o diâmetro do espaço formado pela radiação cósmica de fundo. Se todo o universo é menor que essa esfera, então a luz teve tempo para circum-navegá-lo desde o Big Bang, produzindo múltiplas imagens de pontos distantes na radiação cósmica de fundo, o que apareceria como padrões de círculos repetidos.[29] Cornish e sua equipe procuraram por tal efeito em escalas de até 24 gigaparsecs (78 bilhões de anos-luz) e não conseguiram encontrá-lo, e sugeriram que se eles pudessem estender sua pesquisa a todas a orientações possíveis, eles seriam então "capazes de excluir a possibilidade de que vivemos em um universo menor do que 24 gigaparsecs em diâmetro". Os autores também estimaram que "com menos ruído e mapas da radiação cósmica de fundo de maior resolução, seremos capazes de procurar por círculos menores e estender o limite para cerca de 28 gigaparsecs".[19] Essa estimativa do diâmetro máximo da esfera da radiação cósmica de fundo que seria visível em experiências planejadas corresponde a um raio de 14 gigaparsecs, o mesmo número dado na seção anterior.
- 156 bilhões de anos-luz. Essa medida foi obtida dobrando-se os 78 bilhões de anos-luz, assumindo-se que isso fosse um raio. Como 78 bilhões de anos-luz já é um diâmetro, o resultado é incorreto. Essa medida foi largamente utilizada.[30][31][32]
- 180 bilhões de anos-luz. Essa estimativa acompanha a idade estimada de 15,8 bilhões de anos em algumas fontes; foi obtida ao se adicionar incorretamente 15 por cento à medida incorreta de 156 bilhões de anos-luz.

## Conteúdo em matéria

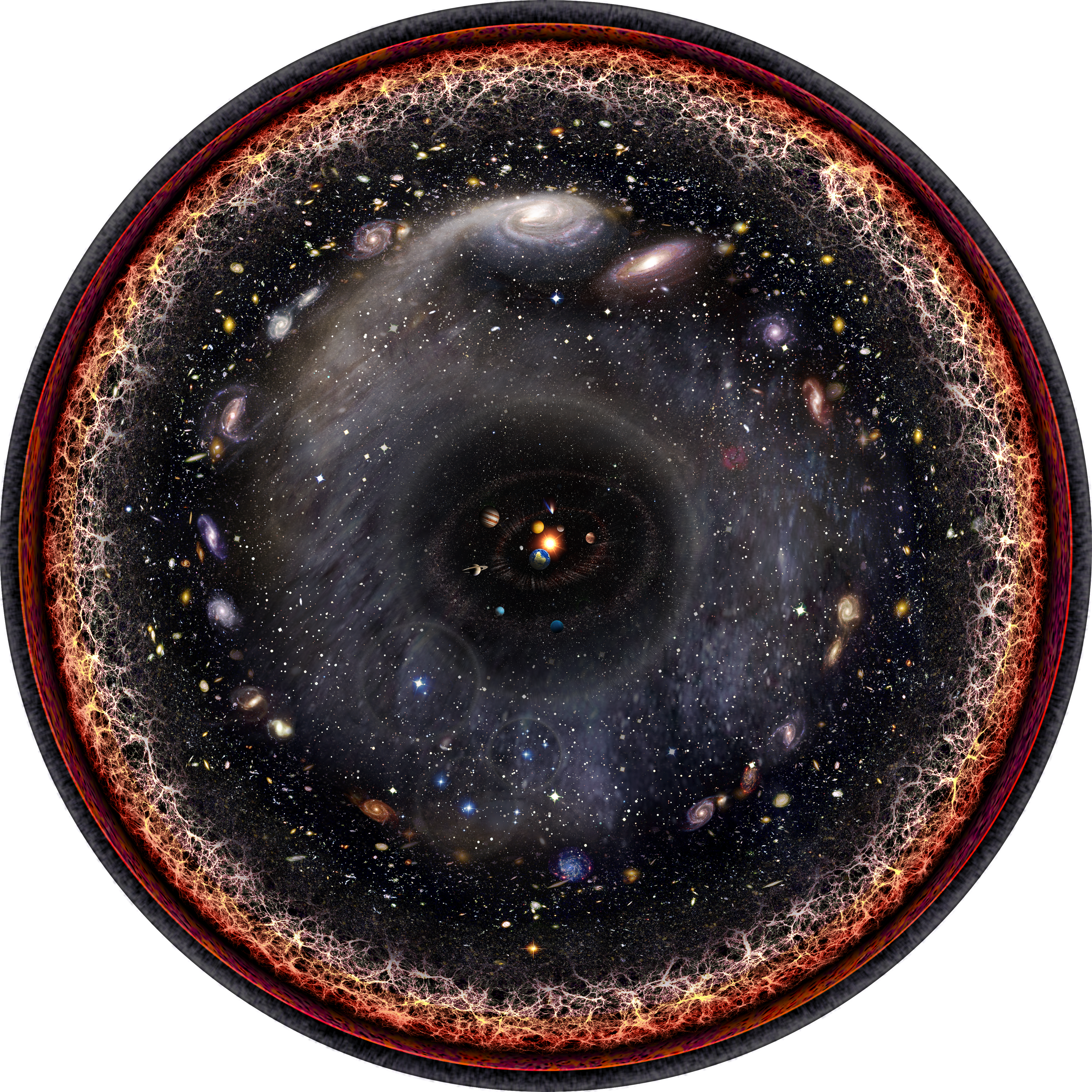
Representação artística do universo observável com o sistema solar no centro da figura

O universo observável contém aproximadamente de 3 a 7 × 1022 estrelas (30 a 70 bilhões de trilhões de estrelas) organizadas em mais de 80 bilhões de galáxias, que formam elas mesmas aglomerados e super-aglomerados de galáxias.
Dois cálculos aproximados fornecem o número de átomos do universo observável como sendo algo em torno de 1080.
1. Observações da radiação cósmica de fundo a partir da Wilkinson Microwave Anisotropy Probe sugerem que a curvatura espacial do universo é muito próxima de zero, o que, em modelos cosmológicos atuais, implica que o valor do parâmetro de densidade deve ser muito próximo de um certo valor crítico. Isso funciona para 9,9×10−27 kg/m3,[35] que seria igual a cerca de 5,9 átomos de hidrogênio por metro cúbico. Análises dos resultados obtidos pela WMAP sugerem que somente cerca de 4,6% da densidade crítica exista sob a forma de átomos "normais", enquanto pensa-se que 23% sejam compostos de matéria escura fria e 72% de energia escura;[35] assim, isso implicaria 0,27 átomos de hidrogênio/m3. Multiplicando-se isso pelo volume do universo observável, obtém-se cerca de 8×1079 átomos de hidrogênio.
2. Uma estrela típica tem uma massa de cerca de 2×1030 kg, o que é aproximadamente equivalente a 1×1057 átomos de hidrogênio por estrela. Uma galáxia típica tem cerca de 400 bilhões de estrelas, o que implica que cada galáxia tenha 1×1057 × 4×1011 = 4×1068 átomos de hidrogênio. Existem possivelmente 80 bilhões de galáxias no universo, o que significa que haja cerca de 4×1068 × 8×1010 = 3×1079 átomos de hidrogênio no universo observável. Mas este é certamente um cálculo com um limite subestimado, e ele ignora muitas fontes possíveis de átomos.[36]

## Massa do universo observável
A massa do universo observável pode ser estimada baseando-se na densidade e tamanho.

### Estimação baseada na densidade estelar medida
Uma maneira de calcular a massa da matéria visível que compõe o universo observável é assumir uma massa estelar média e multiplicar esse valor pelo número estimado de estrelas do universo observável.
{\displaystyle {\frac {4}{3}}\pi {S_{\text{horizon}}}^{3}=9\times 10^{30}\ {\textrm {ly}}^{3}}
e uma densidade estelar calculada a partir de observações do telescópio espacial Hubble
{\displaystyle {\frac {5\times 10^{21}\ {\text{stars}}}{4\times 10^{30}\ {\text{light-years}}^{3}}}=10^{-9}\ {\text{stars}}/{\textrm {ly}}^{3}}
levando a uma estimação do número de estrelas no universo observável de 9 × 1021 estrelas (9 bilhões de trilhões de estrelas).
Tomando-se a massa do Sol (2 × 1030 kg) como uma massa solar média (com base em que uma grande população de estrelas anãs contrabalança a população de estrelas cuja massa é maior que a do Sol) e arredondando-se a estimação do número de estrelas a 1022, chega-se a uma massa total de todas as estrelas do universo observável de 2 × 1052 kg. Entretanto, como ressaltado na seção "Conteúdo em matéria", os resultados da WMAP combinados ao Modelo Lambda-CDM predizem que menos do que 5% da massa total do universo observável é composta de matéria visível, como estrelas, sendo o resto composto de matéria e energia escuras.
Sir Fred Hoyle calculou a massa do universo estacionário observável através da fórmula
{\displaystyle {\frac {4}{3}}\cdot \pi \cdot \rho \cdot \left({\frac {c}{H}}\right)^{3}}
que também pode ser colocada como
{\displaystyle {\frac {c^{3}}{2GH}}}.